# Begoniaceae
Begoniaceae C.Agardh, 1824 è una famiglia appartenente all'ordine Cucurbitales.
Comprendente oltre 1.500 specie di piante floreali succulente presenti nelle aree subtropicali e tropicali sia del Nuovo Mondo sia del Vecchio Mondo. A parte una, tutte le specie fanno parte del genere Begonia. L'unico altro genere della famiglia, Hillebrandia, è endemico delle isole Hawaii e comprende un'unica specie.
La ricerca filogenetica supporta la classificazione separata del genere Hillebrandia dal resto della famiglia. Grazie a recenti studi di filogenesi molecolare, il genere Symbegonia è stato recentemente incluso nel genere Begonia come sottogenere, essendo derivato da questo.
I membri del genere Begonia sono piante ben note e popolari piante d'appartamento.

## Descrizione
Sono piante per lo più erbacee, oppure possono essere in forma di cespuglio o di liane; sono principalmente piante succulente perenni.
Le foglie possono presentarsi alla base aggregate o non aggregate; le foglie si autosostengono o si arrampicano; sviluppano radici rampicanti.
Le foglie, mesofite, sono di taglia da piccola a media, alternate, con disposizione a spirale o distica, piatte, erbacee o carnose.
Si presentano petiolate e prive di guaina. Sono solitamente semplici, meno frequentemente composte e, quando composte, sono palmate.
Si riproducono per impollinazione. I fiori fertili si dividono in base alla funzione in maschio e femmina. Le piante sono monoecie: i primi assi dell'infiorescenza terminano solitamente con fiori maschili, gli ultimi e, talvolta, i penultimi terminano con fiori femminili.
Nei fiori femminili, che possono avere o non avere gli staminodi, l'androceo è molto piccolo o assente. Nei fiori maschili il gineceo è assente. Inoltre, i fiori maschili hanno tue petali e due sepali simili ai petali, oltre a numerosi stami.
I fiori sono aggregati in infiorescenze disposte sulle cime. I fiori sono di taglia medio-piccola, alquanto o molto irregolari.
L'irregolarità del fiore può interessare il perianzio, l'androceo o entrambi.
Il polline è aperturato: tri-colporato a 2 celle.
Il frutto è per lo più non carnoso, deiscente, a capsula più o meno alata, oppure a bacca; le capsule sono solitamente loculicidali.
In ogni frutto vi sono 25–100 piccoli semi non endospermici. L'embrione è di solito debolmente differenziato, lineare e contiene 2 cotiledoni. 
La germinazione è fanerocotilare.

## Distribuzione e habitat
Begoniaceae sono piante diffuse nelle aree tropicali e subtropicali. In particolare nelle aree a clima umido. Non sono presenti in Australia. Pantropicali, concentrate in America.  In Cina, è presente solo il genere Begonia, con 173 specie, di cui 141 endemiche.
Il genere Hillebrandia è endemico delle Isole Hawaii.

## Tassonomia
La famiglia delle Begoniaceae comprende i seguenti generi:
- Begonia L.
- Hillebrandia Oliv.

Il sistema Cronquist classificava questa famiglia all'interno dell'ordine Violales Perleb, 1826.

## Impieghi e utilizzi economici
Oltre 130 specie di Begonia sono coltivate e commercialmente disponibili come piante ornamentali.